# Mùa thu Warszawa
Mùa thu Warszawa (Warszawska Jesień) là lễ hội âm nhạc đương đại quốc tế lớn nhất Ba Lan. Thật vậy, trong nhiều năm, đó là lễ hội duy nhất của loại hình này ở Trung và Đông Âu. Nó được thành lập vào năm 1956 bởi hai nhà soạn nhạc, Tadeusz Baird và Kazimierz Serocki, và được thành lập chính thức bởi Hội đồng trưởng của Liên minh các nhà soạn nhạc Ba Lan. Đây là một sự kiện thường niên, thường diễn ra vào nửa cuối tháng 9 và kéo dài trong 8 ngày.

## Lịch sử
Lễ hội đầu tiên diễn ra vào ngày 10-20 tháng 10 năm 1956. Năm 1957 và 1982 không có lễ hội diễn ra.
Những năm đầu tiên của lễ hội, trở lại vào cuối những năm 1980, là một thời kỳ đặc biệt tráng lệ. Từ khi bắt đầu tồn tại, sự thành lập chương trình của lễ hội đã rõ ràng. Mục đích hàng đầu của lễ hội là (và là) để trình bày các tác phẩm âm nhạc mới từ Ba Lan và trên toàn thế giới. Adrian Thomas lưu ý rằng âm nhạc được biểu diễn tại Warsaw Mùa thu từ 1958 đến 1961 "biểu đồ thể hiện rõ ràng quá trình thông báo cho khán giả và nhà soạn nhạc Ba Lan về những gì đang xảy ra ở phương Tây (Thomas 2005). Đồng thời, số lượng tiết mục của Ba Lan tăng từ 25% năm 1958 lên 30% vào năm 1961 (Thomas 2005).
Liên minh các nhà soạn nhạc Ba Lan vẫn đóng một vai trò lớn trong việc tổ chức lễ hội, và giám đốc của lễ hội hiện là Tadeusz Wielecki.

## Tiết mục mùa thu Warsaw
Mùa thu Warsaw có nhiều buổi ra mắt Ba Lan và trên toàn thế giới của cả các nhà soạn nhạc không phải người Ba Lan cũng như là người Ba Lan. Danh sách sau đây bao gồm một số tác phẩm đã được thực hiện (Thomas 2005, 320–31).
1956
- Witold Lutosławski, Bản hòa tấu cho dàn nhạc (Giải nhất năm 1963 của UNESCO)

1958
- Tadeusz Baird, Four Essays (World Premiere) (Giải nhất năm 1959 của UNESCO (chia sẻ với Lutosławski))
- Henryk Górecki, văn bia (ra mắt thế giới)
- Witold Lutosławski, Musique funèoust / Nhạc tang lễ (Giải nhất năm 1959 của UNESCO (chia sẻ với Baird))

1959
- Henryk Górecki, Bản giao hưởng số 1 (Buổi ra mắt thế giới) (Giải thưởng Thanh niên Biên niên sử năm 1961 của UNESCO)

1960
- Henryk Górecki, Scontri (Ra mắt thế giới)

1961
- Tadeusz Baird, Thơ tình (Ra mắt thế giới)
- Henryk Górecki, Ba sơ đồ (Ra mắt thế giới)
- Witold Lutosławski, Jeux vénitiens / Trò chơi Venice (Ra mắt thế giới) (Giải nhất năm 1962 của UNESCO)
- Krzysztof Penderecki, Threnody to the Victims of Hiroshima (World Premiere) (Người chiến thắng UNESCO năm 1961)